# 八雲立つ
『八雲立つ』（やくもたつ）は、樹なつみによる日本の漫画作品。白泉社刊行の月刊少女漫画雑誌『LaLa』に、1992年から2002年まで連載された。2019年12月時点で電子版を含めたシリーズの累計発行部数は600万部を記録している。1997年度、第21回講談社漫画賞受賞作品。1997年に全2巻のOVA、1997年と1999年には計7枚のドラマCDも製作された。
続編の「八雲立つ 灼」（やくもたつ あらた）が、白泉社刊行の隔月刊漫画雑誌『MELODY』に、2018年4月号から連載開始している。同作の単行本第1巻が発売された際には、島根県の出雲縁結び空港にて「闇己がデザインされた交通広告」が掲載された。

## あらすじ
東京に暮らす普通の大学生七地健生は、ある日大学の先輩から頼まれた劇団の舞台取材同行のアルバイトで島根県・維鈇谷村（いふやむら）にある道返神社（ちがえしじんじゃ）を訪れる事になり、折角の機会だからと家族に持たされた代々七地家に伝わる飾太刀をこの神社に奉納しようと思いやってくる。
この時、道返神社では次期宗主である布椎闇己の為の秘祭･神和祭（かんなぎさい）が行われていた。本祭の夜、意図せず禁域に迷い込み、祭りの最終儀式を覗いてしまう七地。その眼前で、闇己は宗主の証である神剣･迦具土（かぐつち）を前宗主の海潮から受け取り、そしてある使命を告げられる。その使命とは、1700年もの間布椎家が代々封印を守ってきた古代出雲族の怨念を昇華させる為、戦時中の混乱に乗じて道返神社より盗まれた残り6本の神剣を集める事だった。そして新宗主最初の命として、海潮は闇己に自らの首を刎ねるよう命じて…。

## 登場人物
声の記述はドラマCD&OVA版。
布椎闇己（ふづち くらき）声 - 関智一
4月19日生まれ/AB型/179cm/66kg/視力:RL1.0/足長:27.5cm/趣味:剣術、飲酒/弱点:電化製品（家になかった）/得意教科目:文系/苦手教科:数学/好きな動物:土佐犬（昔飼っていた）/好物:カレー、日本酒。懐石に飽きているため、チープな物が好き/苦手な物:甘いもの/好みの芸能人:芸能人を知らない
主人公。東京の私立櫻里乃原（おうりのはら）高等学校2年C組に在籍。出雲にある実家は経津主神（ふつぬしのかみ）と素盞鳴命（すさのおのみこと）を祀った道返神社の巫覡を務める家系で、彼自身も神事を執り行う巫覡。17歳。布椎神道流15代目かつ免許皆伝の腕を持ち、布椎一統の宗主でもある。布椎家では武術にて印可を受けると新たに名を授けられるため、系図では布椎闇己頼將と表記されている。海潮に愛されて育ち、彼を敬愛し布椎に恥じない跡取りであろうと努めている。
古代西出雲の稀代たる巫覡・真名志の能力を色濃く受け継いでいる。“気”を自らに憑依させることができるだけではなく、“念”を取り込むこともできる負の巫覡であり、しかもその資質はまさに天才。自分が「負」の巫覡であると自覚しており、体という器の中には巨大な念を巣くわした「場」を持っている。体内の念を利用し物体を破壊するなど人間離れした能力を発揮してみせることがある。
複雑な出自からか、かなり偏屈な性格であり、他人に対しては人当たりの良い優等生の演技をするか、もしくは毒舌家で無愛想。寧子と海潮と健生を心の底では大切に思っている。脩のことも本心では一目置いている。
神剣探しの為、上京して国分寺に広大な屋敷を持つ関東布椎家（分家）で暮らすことに。
維鈇谷の念の昇華の為に命を落とすが、転生する。
布椎晃己（ふづち こうき）
『八雲立つ 灼』では、12歳の少年として登場。蒿と夕香の子供として生まれ5歳時に突如闇己として覚醒したことで、夕香とはうまく行っていない。が本人は気を使ってはいるが、気にしてはいない。おしゃまな妹・玖参（くらら）はお兄ちゃん子だが、夕香には女性にだけわかる毒を警戒されている。
中学生になり、分家筋の親戚が理事長を勤める進学校・磐坂学園に入学。そこに教師として雇われた伯父の七地としばらく暮らす事に。昇華する際は何故か17歳の姿に戻る。
母親の世裡との関係は相変わらず他人行儀だが、少し改善の兆しがある。寧子とは転生後も会わないようにしており、転生している事も周囲は隠している。
七地健生（ななち たけお）声 - 浪川大輔
5月24日生まれ/O型/176cm/64kg/視力:R0.4、L0.4/足長:26cm/住居:東京都国立市/趣味:ドライブ/車:パジェロ/弱点:惚れっぽい/得意教科:国語、歴史/好きなスポーツ:バレーボール/好物:寿司（特にイクラ）/苦手な物:白いアスパラ/タバコ:キャビン（ストレスが溜まると吸う）/好みの芸能人:大石恵
もう1人の主人公。早稲田大学政治経済学部に通う教師志望の大学4年生。演劇ゼミの先輩だった北野の手伝いで出雲取材に同行した際に闇己と出会った。以来、ホノボノとした人生が波乱万丈に満ちたものへと急激変化。拉致監禁や脅迫されたりと受難は後を絶たない。優しくバカ正直なため、不幸な境遇の人間に会うと同情し直ぐに手を貸そうとする。人助けに闇己を巻きこむことも多い。闇己との縁は異様に深く、彼の神剣及び巫覡の素質を持つ人物探しに付き合う。闇己より5歳上なのに、高校生にみられる童顔。
古代東出雲の名刀匠・甕智彦の子孫。父親はサラリーマンだが、祖父の代までは刀の研磨を生業としていた。祖父が出入りの刀商から預かった飾り太刀が神剣・水蛇と判明。闇己との出会いは偶然のことではなく、「禁域から出された神剣は、甕智彦の元に必ず戻る」という言い伝えの通りだった。真名志の生まれ変わりとでも言うべき闇己とは前世より深い繋がりがある。神剣探しの手伝いを申し出たものの、たいして闇己の役に立てないことを苦に思っていたが、「幻刀影術」や神剣との呼応など、甕智彦の血統を裏付ける能力を幾度か発揮しており、鍛冶師としての力はとても強力。
闇己の唯一の友人であり、家族以外で闇己が心を許すただ一人の人物。ともすれば闇に惹き付けられる彼を「正」の世界に引き止めるための重要な存在でもある。国立のマンションに両親と高校生の妹・夕香と住んでいる。
『八雲立つ 灼』では、英語教師の美保と結婚するも1年後突然出て行かれ話し合いも拒絶され仕方なく離婚し、20年ローンのマンションが残された。現在はバツイチ。しをり曰く「守護霊が女性というより誰か1人と仲良くなることを嫌がっている」とのこと。
教師としてレベルの高い進学校の磐坂学園に蒿の意向で就職させられ、晃己（闇己）を見守ることになる。
夕香と折り合いのつかない闇己を一時的に引き取る事にした。
部活はバスケットボールと地域歩行部の二つを掛け持ちで顧問している。

### 布椎家・七地家
布椎海潮（ふづち うしお）声 - 有本欽隆
布椎の14代目宗主であり、闇己の養父。闇己に敬愛されている人格者。
世裡との結婚前と駆け落ち後は、父の愛人の子供（連れ子）である親子を世話しており、その娘の多伎と交際していたが、結婚は出来なかった。
布椎寧子（ふづち やすこ）声 - 桜井智
1月3日生まれ/AB型/164cm/46kg/視力:R1.5、L2.0/足長:23.5cm/住居:須賀郡維鈇谷村/趣味:生け花/弱点:カラオケ、アイドル/好きな花:カラー/得意教科:文系も理系もどちらもok/苦手教科:家庭科、美術/クラブ:弓道/好きな物:そば、日本酒（弟以上の酒豪）/苦手な物:バタークリーム、カクテル/片思い歴:7年間
闇己の異父姉で、父親は海潮。島根県立高雄高等学校3年生。巫覡としての能力も高く、上京した闇己の代わりに出雲の本宅を切り盛りしている。実家の布椎神道流にて抜刀術を学んでいるが、目録には手が届かず。学校では弓道部に所属しており、中学生までは薙刀も手習いしていた。
美人な上に良家のお嬢様であってもそれを鼻にかけない気さくな性格。弟を家族ではなく、男として愛している。
闇己亡き後、婿・部臣(トモオミ)と結婚し一児の母になったが、闇己が転生している事は知らされていない。息子は潮（みなと）5歳。
布椎蒿（ふづち こう）声 - 石田彰
8月4日生まれ/A型/184cm/72kg/視力:RL1.5/足長:28.5cm/住居:東京都国分寺市/趣味:バイク、スキューバ、パソコン。流行りモノはチェック済み/バイク:カタナ/弱点:野城上脩、七地夕香/得意教科目:数学、物理/好物:焼肉、カップメン/タバコ:ラッキーストライクのライト/好みの芸能人:片瀬那奈
闇己の従兄弟で、関東布椎家（分家）の跡取り息子。都内の私立高校に通う2年生。経験は未熟だが巫覡としての能力は高い。武術では脩が師匠を務める神道夢想流にて印可を受けており、よって「能俊（のりとし）」の名を得ている。
古い因習を重んじる家に反発し不良を装ってはいるものの、育ちと性格の良さは隠せていない。闇己に頭を下げることに抵抗を感じているが、何かと上手く付き合っている。闇己よりも常識人。
フェミニストで女子に優しいので、モテるが本人は意外に気付いていない。夕香にベタ惚れしている。
『八雲立つ 灼』では、夕香と結婚し二児の父。療養の為引退した父の跡を継いだが、夕香と闇己の不和に苦労している。
七地夕香（ななち ゆうか）声 - 今井由香
4月30日生まれ/B型/160cm/45kg/視力:R1.5、L1.2/足長:23.5cm/住居:東京都国立市/家族:4人/趣味:カラオケ/弱点:スプラッタ・ムービー/好物:パスタ/苦手な物:南瓜、芋類（ポテチはok）/好みの芸能人:堂本光一
健生の妹。都内の白葉女子学園高等学校に通う2年生。甕智彦の血統ではあるが、兄と違い鍛冶師としての能力より巫覡としての素地の方が強い。闇己の元で巫覡の修業をしているが、一人前への道のりは遠い。
今時の女子高生でミーハーな性格の美少女。闇己に片思い中。後に蒿と結婚し、布椎夕香になり専業主婦に。
『八雲立つ 灼』では、5歳まで言葉が出なくて発達の遅れを心配し溺愛していた息子の晃己が実は前世の人格・記憶そのまま転生した闇己だとわかり、動揺。その後生まれた妹の玖参の世話にかかりきり。闇己とは家ではほとんど話さない。以前はさっぱりだった料理も上達し、時には闇己の好物を作ったり気を使ってはいるものの玖参が闇己に懐いていることに過剰に反応し悩んでいる。実は寧子に弟を愛してしまったのかを尋ね、女性にだけわかる毒を実父・眞前から受け継いでいる闇己が息子・晃己となって転生して妹である玖参がその毒に狂わされ伯母と同じ過ちを犯すのではと怖れている。
布椎世裡（ふづち せり）
声 - 幸田直子
布椎分家の野城上家出身。闇己と寧子の母親。海潮と結婚していながら、眞前と不倫関係に落ちた。現在は表参道にフレンチレストラン「CERI」を出店、他にもネイルサロン「世裡」を経営するなど商才に長けている。
巫女としての行法に通じ、微弱ながら巫覡としての力も持っている。その事で昇華の際に呼ばれ宗家に許された。
念の昇華後は布椎宗家の母として寧子と共に出雲の本家を守っている。折れた神剣を直す方法を古文書などから探している。
野城上脩（のきがみ おさむ）声 - 辻谷耕史
布椎一統・野城上家の次期頭首で、世裡の弟。「神道夢想流古武術」の道場を持ち師範を務めている。26歳。古武士のような性格で模範的な常識人であり、蒿から敬愛されている。寧子にも兄のように頼りにされている。海潮の男気に惚れ込み、彼亡き後は何かと闇己を気にかけ、まともに成長させたいと見守っている。奔放な姉とは全く違う気性の持ち主。姉との関係から闇己には疎むような態度を取られている。
布椎稚国（ふづち わかくに）
声 - 秋元羊介
蒿の父親。関東布椎の頭領。厳格な性格だが、実は息子を溺愛している。しかし、うまく表現できないために意思の疎通ができず、教育は脩に頼り切っている。妻は外部の人間なので親族の集まりには参加させない。
49歳を目前に癌を患っていたが、昇華後は回復し現在は隠居し妻と共に箱根で暮らしている。

### 忌部家とその関係者
邑見眞前（おうみ まさき）声 - 井上和彦
12月20日生まれ/B型/181cm/70kg/視力:RL1.5/足長:28cm/趣味:楽しいこと/特技:武術全般を器用にこなす。語学が堪能/タバコ:マルボロ/ライター:1966年マスタングZipp/服:ベルサーチ/好物:チョコレートバナナパフェ/苦手な物:口に入れられる物は何でもok/好みの女性:ハデで胸の大きい女性
布椎宗家の三男。海潮の実弟で闇己の父親。本名を布椎眞前（能継）という。負の巫覡。「邑見」の氏は母方の祖母から拝借したもの。一見人当たりが良いが、他者を全て道具としか思っていない。闇己のことも、自らが生み出した「完璧な作品」としてしか見てない。
世裡と駆け落ちした末、半年程共に暮らすが、失踪という形で彼女とは別離。その一年後、「刺激」を求めて渡米。アーサー・盧（ろう）と名を変えて中国人マフィアの用心棒につくが、マズイことをやらかし逃亡生活を送る。メキシコ、グァテマラなど転々とした後（この頃の通称はリカルド）、エルサルバドルにて傭兵となる。飽きが来たころに楠に出会い意気投合し日本へ帰国。闇己と出会ってからは彼で遊ぶことが楽しくて仕方がない。
維鈇谷の念の昇華を阻もうとしていたが、世裡に背中を刺され、神剣を滅し念を開放した後自ら念に飲み込まれ死亡。
アルトゥーロ・楠（アルトゥーロ・くす）声 - 中田譲治
6月18日生まれ/AB型/180cm/68kg/視力:RL1.2/足長:28cm/国籍:ブラジル（日系三世）/趣味:ハンティング/特技:シースナイフ/タバコ:ラークかマルボロ/好物:日本料理、鍋もの/苦手な物:納豆、梅干し/好みの女性:ものスゴイ面食い
眞前の右腕的（時に中立的）日系ブラジル人。眞前と共に忌部家の居候の身。住み込みで紀斐神社の手伝いをしているわけではなく、主に宗教団体「神魂昇華会」の闇の部分の手伝いをしている言わば用心棒的存在。会の邪魔者を人知れず排除する役回りでもある。
元はブラジルに住んでいたが、自分の私利私欲に弟を巻きこみ、射殺されてしまった事件をきっかけに軍隊入りをするが、長くは続かず早々に脱走。ゲリラ組織への参加を経て各地を転々とした末、エルサルバドルにて眞前と出会う。その後、意気投合した彼を連れて祖父の故郷・日本の熊野へと辿り着いた。目的は祖父含め自分達一家にブラジル移民を余儀なくさせた忌部家への復讐。しかし、金のために悪事を働いてきた自分と違い、快楽のために手を汚す眞前を恐ろしい人間だと思っている。七地に対してお人好しだった自分の弟の面影を重ねており、彼に普通の生活に戻るよう幾度か忠告をしている。
事件の際、七地を救うために裏切り、大阪のモグリの病院に入院。後に傭兵仲間で血塗れの男が好みだという変態だが美人のシャラと歩いているところを外務官僚となった怜司に南米で目撃されている。
忌部怜司（いんべ りょうじ）声 - 上田祐司
2月14日生まれ/O型/174cm/62kg/視力:R0.6、L0.4（普段はコンタクト着用）/足長:26cm/住居:東京都世田谷区/実家:三重県熊ヶ怒郡/趣味:経済新聞の購読/弱点:体力/得意教科目:数学、世界史/苦手科目:生物/好物:イタリアン/苦手な物:ウニ、イクラ/好みの芸能人:商品として以外は興味なし
熊野にある紀斐神社の宮司・親露の息子で剡弐の兄。年不相応な落ち着きと才覚を持ち、かなりの知能犯。神剣を集める父の手伝いをしている。学力優秀で地元では覚え目出たい秀才青年。成績に合わせて東京の進学校に編入した。
巫覡としての能力は父親より上ではあるが、絶大な力を持っていた母親には遠く及ばない。彼にとっての心の拠り所は、宮司である父親ではなく、没してなお敬愛やまぬ母親である。そのため、母親の能力を受けとり損ねた自分には持ち得ない才能を有する闇己に深く嫉妬している。また、巫覡として才覚が現れない弟を能力的に見下して扱っているところがあり、時として高飛車な態度を取る。
神魂昇華会はつぶれ、後に外務省に入省し官僚になった。蘇嶋若比古とは友人で大学時代の同期。以前弟と住んでいた松濤のマンションを安く譲っている。
忌部剡弐（いんべ せんじ）
3月25日生まれ/O型/187cm/76kg/視力:RL1.2/足長:28.5cm/趣味:ロードレーサー/武術:神道夢想流/弱点:学力/得意教科:体育/苦手教科目:全教科目ほぼ全滅（学校の勉強に向いていない）/好物:やきそば/苦手な物:椎茸/タバコ:マルボロ
熊野にある紀斐神社の宮司・親露の息子で怜司の弟。母親に似ず、まったく霊感を持っていなかったため、能力者である父に目をかけてもらえずに育った。また、年子でありながら、学力も巫覡としての力も自分とは比べものにならない兄にも頭が上がらない。実は巫覡としての能力が無いのではなく、先天的な霊的不感症であり、外部の影響を受け付けない特異体質である。
兄とは双子並みに外見が似ている。「神魂昇華会」繁栄に全力を注いでいる父や兄と違って宗教に興味がない、バトルマニア。そのため、本来ならば対立関係にある蒿とも気にせず交流を持っている。恋人の未紅とも蒿を通して知り合った。
後に未紅と結婚。クラブのオーナーになった。
忌部親露（いんべ ちかつゆ）
熊野・紀斐神社宮司。怜司と剡弐の父親であり、宗教団体「神魂昇華会」の代表者。霊能力は低いがカリスマ的な魅力があり信者は日々増えている。見かけは海潮に似ているが我が強く性格は悪い。
信者にロハを使っているうちに自身も中毒になり、やがて蘇った妻の言いなりになってしまった。
紀埜五十鈴（きの いすず）
紀斐神社の主筋にあたる、紀埜家最後の末裔。巫覡として高い能力を備えているが既に体がない。
しをりや寧子の体に入れられたが、合わなかった。
小岩井しをり（こいわい しをり）声 - 小谷伸子
9月2日生まれ/AB型/159cm/44kg/視力:RL2.0/足長:23cm//出身:秋田県/趣味:なし（今まで生活に手いっぱいだった）/弱点:お金をくれて生活の面倒を見てくれる人/好物:焼肉、寿司/苦手な物:根菜、漬物/好みの芸能人:芸能人を知らない/夢:白馬の王子様が迎えに来てくれること
キツネ憑きと呼ばれる村八分の家に生まれ、身寄りの無い孤独な15歳の少女。黒不浄の異名を持つ野井辺村にて私生児として誕生。子どもの頃から周囲に「キツネ憑き」と蔑まれ孤独に育ち、自分を不幸な境遇から連れ出してくれる王子様を待ち望んでいた。神剣を探しに来た七地と出会い両思いになるが、共に歩む道を失い離ればなれに。
邑見の後ろ盾を得て、熊野の忌部家にて紀埜五十鈴の名で暮らしている。忌部家の者も五十鈴が偽物だと勘付いているようだが、宗教団体「神魂昇華会」の象徴として利用するのに条件の合う娘であることから黙認している。
念の昇華後、警察に出頭し不起訴処分となり野城上家の世話になる。

### 葛岐家・宗像家
葛岐佐那女（かつらぎ さなめ）
瀬戸内海・斎島の葛岐家三姉妹の長女。家伝を重んじる祖母に厳しく躾けられたため、素地は美人だが地味に育つ。神事で阿知女の勤めを果たすことだけを胸に自分を律してきた為、海神・磯良を身に宿す役割の為呼ばれた闇己が末子相続を持ち出し妹・澪胡を選んだ事が許せず、妹を見殺しにしようとする。 のちに眞前に心酔し、忌部家当主の秘書として彼のために働く。
事件後に島に帰り、家を継いだ。
葛岐安柘（かつらぎ あつみ）
7月14日生まれ/O型/160cm/47kg/視力:R0.9、L1.0/足長:23.5cm/住居:愛媛県斎島/趣味:シュノーケリング、釣り/弱点:祖母、闇己/得意教科目:理科、音楽/苦手科目:世界史/クラブ:ソフトボール/好物:辛い物、ハーブティー/苦手な物:干物（食べ飽きている）/好みの芸能人:豊川悦司
旧家である葛城家の次女であり、遠くは三輪族の巫女の血を引いている。神に感応する力はあるようだが、巫覡としての力は未知数。閉鎖された家と世界で育てられたにもかかわらず常識的で理性的な性格。葛城家で唯一まともな思考の持ち主。同じような境遇である幼馴染みの海都波を放っておけず、布椎家で面倒見てもらえるよう闇己に頼むなど、しっかり者のお姉さんタイプ。
二十年に一度の大祭・顕斎の儀の祭主を務めるために来た闇己に恋をしてしまったが、自分の方が二つ年上であることにこだわり告白できずにいる。だが、母親の影響で女嫌いの闇己も彼女には比較的好意的である。その事も寧子を追い詰めていく原因となった。
後に海外留学し、アメリカで暮らしている。
葛岐澪胡（かつらぎ みおこ）
瀬戸内海・斎島の葛岐家三姉妹の三女。自分に惚れている分家の男に貢がせたり、小悪魔な少女。
宗像海都波（むなかた みつは）
1月18日生まれ/B型/162cm/50kg/視力:RL2.0/足長:24.5cm/出身:愛媛県鳴雲島/住居:蒿の自宅に居候/趣味:読書、料理（和食が得意）/愛読書:「唐詩選」/弱点:幽霊/得意教科目:国語、漢文/苦手教科:数学/食べ物:好き嫌いなし/好みの芸能人:高倉健
瀬戸内海に浮かぶ鳴雲島（斎島の隣島）の旧家・宗像家の跡取り。性格の良さが顔に出たような美少年。素直でカワいい天然ボケ。修業をしたことはないが、巫覡としての能力はズバ抜けている。将来は闇己の片腕になる予定。
祖母は宗像家の人間だったが、一人しか授かることが出来なかった娘を水神大祭にて人柱として捧げることを拒み離島。その後、海都波の母は横浜で家庭を持つことになる。祖母が亡くなって数年後、12歳の時に両親を交通事故で失う。天涯孤独だったところへ母方の祖父が現れたため、鳴雲島へ引き取られた。危うく大祭の供物にされるところだったが、闇己によって助けられた。
関東布椎に引き取られ、みんなに可愛がられる。安柘に淡い恋心を抱いていた。料理の腕を生かし後にシェフになった。
宗像昭三（むなかた しょうぞう
海都波の祖父。宗像の分家筋から本家に婿入りし家を継いだが、三十年前に妻が幼い娘と共に家を出ていってしまったため、後妻を娶り「水神大祭」のための跡取りを設けた。しかし祭を拒否した水神の津波によって後妻も他界。この時、彼自身も死亡したのだが、強い妄執のために自らが滅んだことを理解できず他人の体を乗っ取ってしまった。

### その他
江馬充（えま みつる）声 - 真殿光昭
健生の友人であり、大学の先輩であるが留年しているため授業では同じコマを取っている。卒業は運次第。女の子目当てで演劇部に在籍しているが幽霊部員。根が明るい性格。阿佐ヶ谷のボロアパートに在住。彼女いない歴三年に突入。
北野秀人（きたの ひでと）
声 - 藤原啓治
健生の大学のゼミの先輩で女癖の悪さが有名。大学では演劇サークルの部長をしており、卒業後は資産家の父の後ろ楯を得て自分の劇団を設立。気鋭の脚本家として注目され始めていたが、資金繰りはうまくいっておらず、出雲取材の折りに維鈇谷村の念に取り込まれ死亡。
自分を取り合って女二人が争うのを見るのが好き。
七地邦生（ななち くにお）
声 - 浪川大輔
健生の父方の叔父。二十年前に妻・小夜子に刺され死亡。しかし料亭・尼辻を守ろうとした女将によって二人の死は隠匿され、跡取りの妻を連れて駆け落ちしたとされていた。人当たりが良く控えめな性格。面差しは健生とよく似ている。
血天井の部屋の真上を自室としていた。
尼辻小夜子（あまつじ さよこ）
声 - 天野由梨
尼辻の一人娘。夫・邦生とは彼が京都の大学に在学中に知り合い、その後、火事で下宿先を無くした際、家に住まわせたことから仲が深まる。大学卒業後、邦生が婿入りする形で結婚。しかし気性が荒く嫉妬深かったため、邦生を独占するために彼を殺害してしまう。自身も後を追うが、邦生を見つけられず死霊となって彷徨っていた。
沢登多恵（さわのぼり たえ）
声 - 谷育子
荒吐神（あらばきしん）を祀った荒吐加（あらはか）神社の巫女。戦後のドサクサで建御雷を一時有し、占いなどに使用していた。健生と同じ大学の院生・富岡聖子の伯母。
澤之井未紅（さわのい みく）
夕香のクラスメートで一番の親友。夕香以上の美少女な上に性格も良い。父親は大手フランチャイズの社長で、宗教団体「神魂昇華会」に両親が心酔してしまった為放置されている。気弱になっていたところに蒿と出会い好きになるが、夕香への気持ちを目の当たりにし続け、自分の気持ちに気付いてもらえずに諦めた。現在は命を助けてくれた剡弐と付き合っている。後に結婚。
高條筑陽（たかじょう つきや）
声 - 森久保祥太郎
自分のことが誰よりも好きというナルシストな美少年。宗教団体「神魂昇華会」の会員で、広告塔となるべく芸能界に入るためレッスンを受けているが、本人は少々飽きがきている様子。叔父も会の広告塔で有名な若手俳優。
闇己に歪んだ憧れを抱き七地を相応しくないと監禁したり、二人の間を引っ掻き回す。

### 【古代編】
甕智彦（ミカチヒコ）声 - 子安武人
七地家始祖。古代東出雲の王で意宇郷（おうのさと）の首長・沙支戈（さしほこ）の第9王子。母親が生口（奴隷）の出なため、父や家臣から目をかけられずに育つ。世情を見渡す裁量ある王子でありながら政権争いに興味を持たず鍛冶師の道を選んだ。
西出雲へは己貴不在の折、兄・八十比古（やそひこ）の差金で父王の命により大和へ献上する神剣を鍛えるために訪れた。それが体の良い厄介払いだと分かっていたため、殺される覚悟で来た西出雲だったが、真名志が神がかりする姿を見て、彼のための神剣を鍛えることを決意する。また、真名志も甕智彦の持つ気持ちの柔らかさに安らぎを見い出し心の支えとしている。
死の数ヶ月前に自身に妻子がいると判明。西出雲に来る前に乳母の娘で幼馴染みのヒナに縋られ、一夜の妻とした際に子が生まれていて、子は東出雲で養子に出された。
作中にて甕智彦が己貴に手渡す「生太刀/生大刀（いくたち）」のモデルは日本神話にて素盞鳴命から大国主命（おおくにぬしのみこと）が「生弓矢（いくゆみや）」「天詔琴（あまののりこと）」などと一緒に貰い受けた呪具の一つである。
真名志（マナシ）声 - 保志総一朗
布椎家始祖。西出雲の巫覡。西出雲・須佐郷の首長を義理の父に持つ。実父は西出雲の王・出雲振根（いずものふるね）。神婚神事の際に神がかりした王が、首長の妻を巫女として指名し交わったことにより真名志が生まれた。複雑な生まれゆえ義父に虐げられていたため、かなり屈折した性格に育ったが、甕智彦に出会ってからは、彼だけに心を開き信頼を置いている。また、彼の神剣を抜いて以来、巫覡としての能力も開花させることができ、西出雲の筆頭巫覡の座を得た。天性のものか、巫覡でありながら武術にも秀でているため、人々の畏怖の対象になっている。布椎家の直系が49歳までしか生きられないのは、真名志が甕智彦の死を遅らせるために神と契約したせいである。
卑弥呼の再来と言われる巫覡になってからは、義父からの仕打ちもなくなったが、手のひらを返したように自分を敬う人々のことをどうしても受け入れることができず憎んでいる。
己貴（ナムチ）
古代東出雲の王で意宇郷の首長・沙支戈の嫡子で甕智彦の異母兄。正室の唯一人の王子であるため、義理の兄弟たちから度々命を狙われる。だが、父王亡き後は、反逆者として義理の母と長兄を追放し王位につく。兄弟を多く持つ身ではあるが、弟として信頼しているのは甕智彦だけであり、互いに堅く信頼し合っている。
美丈夫で頭脳明晰。英雄たる風格に相応しく、大勢の妾を持ち恋多き男性。正妻には美貌の名高い須佐の蛇神・須勢理姫を娶ったが、嫉妬深い女神のため他の女性に手を出せなくなり苦労している。
「ナムチ」とは日本神話で言うところの「大国主神」のことである。大国主の呼び名には「偉大な国の王」との意味があり、この他にも「八千の矛を持つ＝多数の武力を持つ」という意味で「八千矛（やちほこ）」など多くの別名を持つ。
素盞嗚（スサノオ）声 - 真殿光昭
西出雲の王。元の名は加茂呂。十二郷の一つ・神門郷の首長。後に西出雲の王と認められ「素盞鳴」になった。
軍人としての才能に恵まれた西出雲の英雄。有能な者は身分に関係なく取り立てるなど、人の上に立つ才覚も持ち合わせていたが、政治的な手腕は今一つ振わず。王という慣れないポジションに登りつめたために自分を見失ってしまう。そのため、思うように采配がふるえず、結局は悲運の道を辿ることになった。彼亡き後、同じ顔を持つ双子の兄弟が「素盞鳴」に成り変わろうと狙っている。
日本神話での素盞鳴（須佐之男命）は伊邪那岐命の子で、天照大御神、月詠命の弟にあたる。「スサ」は「進む」「荒ぶる」の意だとも「須佐の地名」から来ているとも言われている。
少名彦那（スクナビコナ）声 - 浅川悠
元の名はスクナ。頭脳明晰なため、生口の出だったが素盞鳴に下戸（一般市民）の地位を与えられ、従者となった。甕智彦と出会った後、東出雲と西出雲を統合するように働くため己貴の配下につく。
須勢理姫（スセリヒメ）
須佐の神「タタラ石姫」の御子で、美貌に名高い蛇神。己貴に恋われて妻となる。好き嫌いが激しく真名志にしか降りない。
市麻呂（イチマロ）声 - 長嶝高士
素盞嗚の一番の従者で大人（貴族）の出身。文官を務めている。
五離火（イリヒ）
西出雲・須佐郷の首長で真名志の義理の父。妻と出雲振根が神事の前から通じていたと考えており、真名志のことが憎くて仕方がなかったが、巫覡としての才覚を露にした後では一目置くようになった。
事代主（コトシロヌシ）
須佐郷の筆頭巫覡であった真名志の師匠であり育て親。年老いたため真名志に筆頭の座を譲った。
ニニギ王
大和朝廷の王。己貴の美貌の妻・須勢理姫を一目見ようと覗く。女に目が無い。

### 【八雲立つ 灼】
2018年から連載開始。
布椎玖参(ふづち くらら）
蒿と夕香の第二子で晃己（闇己）の妹。5歳。晃己の中学入学と同時に小学校入学。
最近兄に名前が二つある事に疑問を持ち始めている。周囲に懐いており、甘えん坊でおしゃまな女の子。バレエを習っている。

#### 蘇嶋家
蘇嶋市哉（よみしま いちや）
闇己が入学した磐坂学園の1年B組のクラスメイト。本人曰く遠い親戚筋で入学前から闇己を知っていた。
念を活性化させるなど、かつての眞前のような事をしており、謎多き少年。
賀茂族の血統を引く堂上家出身だが、両親を亡くし親戚の梅園家に財産を横領された。その中には迦具土のレプリカである神度剣も。
力を見込まれ、蘇島の「ヲナリさま」を継ぐ為に8歳で養子として引き取られるが、父の仕事の関係で南米で育つ。父は独身の32歳。
蘇嶋若比古（よみしま わかひこ）
蘇嶋家の当主だが、妾腹の末妹・奇子（あやこ）がヲナリさまとして実権を握っている為、意に染まぬ養子・市哉に振り回されている。
従来通り末妹である奇子がヲナリさまになったが、彼女に力があるとは思えず、外部へ占いの噂が広まってる事も危惧している。妹が母親を殺害したことを知っていたが、自殺だと言い聞かせた。
また市哉の得体の知れなさや資質も疑っている。闇己と出会い彼の巫覡の素質の方がヲナリさまに相応しいと考える。
外務官僚だったが、現在は叔父の議員秘書。忌部怜司とは大学時代の同期。その関係でかつて忌部兄弟が住んでいた松濤のマンションに市哉と共に居住。
蘇嶋奇子（よみしま あやこ）
ヲナリさまとして予言をし、最近は大企業の社長等も訪ねてくる。自身は神の声を聞く力はなく、7歳で実母から引き離され、母を死に追いやった家を憎んでいる。
市哉の気味の悪い資質だけは見抜いており、彼に家を継がせ蘇嶋家を潰してしまいたいと考えている。
元々はヲナリ信仰の家ではなく、コトシロヌシと呼ばれる男神が本流の地祇系の一族だった。

#### 磐坂学園関係者
大迫えりか（おおさこえりか）
1年B組のクラスメイト。通称・大ちゃん。背が高く、成績は普通。
霊感が強く、念や七地の光のオーラも見る事が出来るがそのせいでこみき以外の周囲から阻害されて来た。
こみきとは家ぐるみで仲が良く、両親の帰宅が遅く、家庭不和な環境のこみきをよく夕飯に誘い、面倒を見ている。
小泉美希（こいずみみき）
1年B組のクラスメイトで闇己とは隣の席。通称・こみき。
大迫えりかとは幼馴染みで隣家同士仲が良い。成績は良く、背が小さい。空気を読まず積極的で猪突猛進な性格。引きこもりの兄がいる。
三輪友利奈（みわゆりな）
1年B組のクラスメイト。周囲を見下しがちなプライドの高い美少女。家は三輪族の流れを組んでいると祖父に聞かされて育った。

## 七本の神剣
古代出雲の時代、鍛冶師・甕智彦が巫覡・真名志の為に打った7本の神剣。長く維鈇谷にある素戔嗚の怨念を封じた結界を守っていたが、戦時中に迦具土を除いて盗み出された。しかし大阪でその列車も空襲に遭い、バラバラになる。
- 迦具土（カグツチ）
- 水蛇（ミヅチ）
- 建御雷（タケミカヅチ）
- 山祗（ヤマツミ）
- 沫那美（アワナミ）
- 狭土（サヅチ）
- 草薙（クサナギ）＝ 天叢雲剣

## 用語
巫覡（シャーマン）
神と人の間に立ち、神をその体に依り憑かせ神の意を伝える半神人。男に非ず女に非ず人間に非ず、況や神に非ず、又何れでもある化身の者。巫覡そのものが一種の場であり、神剣に気（大自然のエネルギー）を取り込む事で、念を昇華したり、祝寝（うけいね）を見たり、他者に幻想を見せる事ができる。
凶悪な念を依り憑かせる強力な巫覡を、負の巫覡と呼ぶ。自分の力の源（神剣）を作る鍛冶師に手を出す事はできない。
神剣
巫覡の力の増幅器となる鉄剣。強力な霊力を秘め、巫覡が気を憑依させる時の必須アイテム（相手の『念』が弱い時は、日本刀などを水で清めたもので代用可能）。多少の霊能力を持つ者が使えば、他者の病を治したり憑き物を祓う程度の事はできる。
念
主に人間の怨念から生み出される負のエネルギー。普通の拝み屋程度では対処できず、巫覡が神剣で斬って昇華する事が唯一の対抗手段となる。通常長い年月が必要とされるが、条件が揃えば短時間で『念』に転化する。
場
『気』や『念』が好む特殊な力場の事。
鍛冶師（かぬちし）
本作においては巫覡の為の『神剣』を作り上げる神職の者。巫覡の魂を、神剣に封じて火で焼ける。『念』を昇華させる事はできない。鉄を司る鍛冶師は、鉄の音によって念を寄せ付けない。これらの特性からしばしば最強の存在と呼ばれる。
次元の穴
あらゆるエネルギーを吸収する次元の亀裂。作中では出雲の『入らず山』と熊野の『入ラズ森』に存在し、繋がっている。聖、不浄の両極端を嫌い、それらを結界とする事で安全に通過する事ができる。

## 書誌情報

### 八雲立つ
- 樹なつみ 『八雲立つ』 白泉社〈花とゆめコミックス〉、全19巻
  1. 1992年10月19日刊行、ISBN 4-592-12120-1
  2. 1995年7月5日刊行、ISBN 4-592-12477-4
  3. 1995年12月5日刊行、ISBN 4-592-12478-2
  4. 1996年4月5日刊行、ISBN 4-592-12479-0
  5. 1996年8月5日刊行、ISBN 4-592-12480-4
  6. 1997年1月7日刊行、ISBN 4-592-12481-2
  7. 1997年7月5日刊行、ISBN 4-592-12482-0
  8. 1997年11月5日刊行、ISBN 4-592-12483-9
  9. 1998年5月1日刊行、ISBN 4-592-12484-7
  10. 1998年10月5日刊行、ISBN 4-592-12485-5
  11. 1999年4月5日刊行、ISBN 4-592-12486-3
  12. 1999年8月5日刊行、ISBN 4-592-17432-1
  13. 2000年2月4日刊行、ISBN 4-592-17433-X
  14. 2000年12月5日刊行、ISBN 4-592-17434-8
  15. 2001年5月2日刊行、ISBN 4-592-17435-6
  16. 2001年11月5日刊行、ISBN 4-592-17436-4
  17. 2002年4月5日刊行、ISBN 4-592-17437-2
  18. 2002年7月5日刊行、ISBN 4-592-17438-0
  19. 2002年11月5日刊行、ISBN 4-592-17439-9
- 樹なつみ 『八雲立つ』 白泉社〈白泉社文庫〉、全10巻
  1. 2008年7月15日発売、ISBN 978-4-592-88801-7
  2. 2008年7月15日発売、ISBN 978-4-592-88802-4
  3. 2008年9月12日発売、ISBN 978-4-592-88803-1
  4. 2008年9月12日発売、ISBN 978-4-592-88804-8
  5. 2008年11月14日発売、ISBN 978-4-592-88805-5
  6. 2008年11月14日発売、ISBN 978-4-592-88806-2
  7. 2009年1月14日発売、ISBN 978-4-592-88807-9
  8. 2009年1月14日発売、ISBN 978-4-592-88808-6
  9. 2009年3月13日発売、ISBN 978-4-592-88809-3
  10. 2009年3月13日発売、ISBN 978-4-592-88810-9
- 樹なつみ 『愛蔵版 八雲立つ』 白泉社〈花とゆめコミックススペシャル〉、全11巻
  1. 2018年2月28日発売[5]、ISBN 978-4-592-21251-5
  2. 2018年2月28日発売[6]、ISBN 978-4-592-21252-2
  3. 2018年3月28日発売[7]、ISBN 978-4-592-21253-9
  4. 2018年3月28日発売[8]、ISBN 978-4-592-21254-6
  5. 2018年4月27日発売[9]、ISBN 978-4-592-21255-3
  6. 2018年4月27日発売[10]、ISBN 978-4-592-21256-0
  7. 2018年5月28日発売[11]、ISBN 978-4-592-21257-7
  8. 2018年5月28日発売[12]、ISBN 978-4-592-21258-4
  9. 2018年6月28日発売[13]、ISBN 978-4-592-21259-1
  10. 2018年7月27日発売[14]、ISBN 978-4-592-21260-7
  11. 2018年8月28日発売[4][15]、ISBN 978-4-592-21261-4

### 八雲立つ 灼
- 樹なつみ 『八雲立つ 灼』 白泉社〈花とゆめコミックススペシャル〉、既刊10巻（2025年1月4日現在）
  1. 2018年8月28日発売[4][16]、ISBN 978-4-592-21891-3
  2. 2019年5月2日発売[17]、ISBN 978-4-592-21892-0
  3. 2019年12月5日発売[18][19]、ISBN 978-4-592-21893-7
  4. 2020年10月5日発売[20]、ISBN 978-4-592-21894-4
  5. 2021年8月5日発売[21]、ISBN 978-4-592-21895-1
  6. 2022年4月5日発売[22]、ISBN 978-4-592-22246-0
  7. 2023年1月4日発売[23]、ISBN 978-4-592-22247-7
  8. 2023年10月5日発売[24]、ISBN 978-4-592-22248-4
  9. 2024年5月2日発売[25]、ISBN 978-4-592-22249-1
  10. 2025年1月4日発売[26]、ISBN 978-4-592-22250-7

### 関連書籍
- 『樹なつみ画集 八雲立つ』2000年8月15日刊行、ISBN 4-592-73173-5

## OVA
八雲立つ OVAは、上下巻構成。

### キャスト
- 北野先輩 - 藤原啓治
- 戸田千夏 - 渡辺美佐
- 布椎稚国 - 秋元羊介
- お手伝い - 兵藤まこ

### スタッフ
- 原作 - 樹なつみ
- 監督・絵コンテ・演出 - 望月智充
- 脚本 - 坂本郷
- キャラクターデザイン・作画監督 - 楠本祐子
- 美術監督 - 金子英俊
- 色彩設計 - 一瀬美代子
- 撮影監督 - 渡邊英俊
- 編集 - 森田清次
- 音響監督 - 菊田浩巳
- 音楽 - 溝口肇
- プロデューサー - 菅野知津子、鈴木重裕、井上俊次
- 制作 - スタジオぴえろ
- 製作 - バンダイビジュアル、スタジオぴえろ、エアーズ

### 主題歌
「はるかなる慟哭」 (上巻)
作詞 - 田久保真見 / 作曲 - 濱田金吾 / 編曲 - 須藤賢一 / 歌 - 石塚早織
「ぴんぱりぽん」(下巻;OP)
作詞・作曲:GONGON、全編曲:B-DASH
「ゴエモン」(下巻;ED)
作詞・作曲:GONGON、全編曲:B-DASH

### サウンドトラック
- 『八雲立つ OVA オリジナル・サウンドトラック』 （バンダイミュージック、1997年11月21日発売） AYCM-586

## ドラマCD
新音盤物語 全二巻、音盤物語 全五巻。発売元はエアーズ／バンダイ・ミュージックエンタテインメント 、挿入歌は『a Myth〜神話〜』『永遠に』（唄：石塚早織）。

### 新音盤物語 巻之壱 黒不浄の郷・古代編 神問ひ（前編）
〜黒不浄の郷〜
- 他キャスト：信雄 - 吉田孝、長松 - 鈴木琢磨、佳江 - 児玉孝子、少女A - 佐久間紅美、少女B - 倉田雅世、運転手 - 長嶝高士、進 - 鈴木琢磨、しをりの母 - 児玉孝子

〜古代編 神問ひ（前編）〜
- 他キャスト：市麻呂 - 長嶝高士

### 新音盤物語 巻之弐 天邪鬼来たりて・古代編 神問ひ（後編）
〜天邪鬼来たりて〜
- 他キャスト：高條筑陽 - 森久保祥太郎、女子高生A - 浅川悠、女子高生B - 北島智恵子、女子高生C - 小谷伸子、芸能プロ社長 - 高塚正也、運転手 - 戸部公爾

〜古代編 神問ひ（後編）〜
- 他 キャスト：市麻呂 - 長嶝高士、須佐の女 - 今井由香、須佐の民A - 八戸優、須佐の民B - 戸部公爾、須佐の民C - 高塚正也、首長A - 高塚正也、首長B - 中村俊洋、首長C - 江川大輔、須佐の首長 - 戸部公爾、トコシロヌシ - 長嶝高士、さにわ - 八戸優

### 音盤物語 巻之壱
- 他キャスト：北野先輩 - 藤原啓治、戸田千夏 - 渡辺美佐、闇己の叔父 - 秋元羊介、七地の父 - 菅原淳一、七地の母 - 兵藤まこ

### 音盤物語 巻之弐 若宮祭
- 他キャスト：七地の母 - 兵藤まこ、闇己の叔父 - 秋元羊介、闇己の叔母 - 江沢昌子、若宮の念 - 広瀬正志

### 音盤物語 巻之参 鬼哭の辻・綺羅火（古代編）
〜鬼哭の辻〜
- 他キャスト：七地邦生 - 浪川大輔、後藤徳彦 - 中原茂、美代（尼辻の女将） - 小宮和枝、小夜子 - 天野由梨

〜綺羅火（古代編）〜
- 甕智彦（ミカチヒコ） - 浪川大輔、真名志（マナシ） - 桜井智、善造 - 島香裕、審判 - 坂東尚樹

### 音盤物語 巻之四 隻眼稲荷・七人御先
〜隻眼稲荷〜
- 他キャスト：富岡聖子 - 篠原恵美、伯母 - 谷育子

〜七人御先〜
- 他キャスト：莉茶 - 浅田葉子、春実 - 岡村明美、滝 - 吉田古奈美、原先生 - 鈴木琢磨、不良（番外編） - 関口英司、不良（番外編） - 横尾博之

### 音盤物語 巻之五 衣通姫の恋
- 他キャスト：七地の母 - 兵藤まこ